# Kabinett Luther II
Das Kabinett Luther II war ein Kabinett der Reichsregierung in der Zeit der Weimarer Republik, das vom 20. Januar bis zum 18. Mai 1926 regierte. Im Streit um die Flaggenverordnung wurde es im Mai 1926 durch ein Misstrauensvotum aufgelöst und durch ein erneutes bürgerliches Kabinett Marx abgelöst, dessen Zusammensetzung ansonsten annähernd identisch blieb.

## Zusammensetzung

### Reichsminister
| Kabinett Luther II 20. Januar 1926 bis 18. Mai 1926 | Kabinett Luther II 20. Januar 1926 bis 18. Mai 1926 | Kabinett Luther II 20. Januar 1926 bis 18. Mai 1926                      | Kabinett Luther II 20. Januar 1926 bis 18. Mai 1926 | Kabinett Luther II 20. Januar 1926 bis 18. Mai 1926 |
| --------------------------------------------------- | --------------------------------------------------- | ------------------------------------------------------------------------ | --------------------------------------------------- | --------------------------------------------------- |
| Reichskanzler                                       |                                                     | Hans Luther bis 14. Mai 1926                                             |                                                     | parteilos                                           |
| Vizekanzler                                         |                                                     | Otto Geßler ab 14. Mai 1926 mit der Führung der Geschäfte beauftragt     |                                                     | DDP                                                 |
| Auswärtiges Amt                                     |                                                     | Gustav Stresemann                                                        |                                                     | DVP                                                 |
| Inneres                                             |                                                     | Wilhelm Külz                                                             |                                                     | DDP                                                 |
| Finanzen                                            | Fritz Neumayer (kein Foto)                          | Peter Reinhold                                                           |                                                     | DDP                                                 |
| Wirtschaft                                          |                                                     | Julius Curtius                                                           |                                                     | DVP                                                 |
| Arbeit                                              |                                                     | Heinrich Brauns                                                          |                                                     | Zentrum                                             |
| Reichswehr                                          |                                                     | Otto Geßler                                                              |                                                     | DDP                                                 |
| Justiz                                              |                                                     | Wilhelm Marx                                                             |                                                     | Zentrum                                             |
| Ernährung und Landwirtschaft                        |                                                     | Hans Luther bis 25. Januar 1926 mit der Führung der Geschäfte beauftragt |                                                     | parteilos                                           |
| Ernährung und Landwirtschaft                        | Fritz Neumayer (kein Foto)                          | Heinrich Haslinde                                                        |                                                     | Zentrum                                             |
| Post                                                |                                                     | Karl Stingl                                                              |                                                     | BVP                                                 |
| Verkehr                                             |                                                     | Rudolf Krohne                                                            |                                                     | DVP                                                 |
| Besetzte Gebiete                                    |                                                     | Wilhelm Marx mit der Führung der Geschäfte beauftragt                    |                                                     | Zentrum                                             |

### Beamte der Reichskanzlei
| Beamte der Reichskanzlei                 | Beamte der Reichskanzlei              | Beamte der Reichskanzlei |
| ---------------------------------------- | ------------------------------------- | ------------------------ |
| Staatssekretär der Reichskanzlei         | Franz Kempner                         |                          |
| Vertreter des Staatssekretärs            | Hermann Pünder                        |                          |
| Referent                                 | Ministerialrat Karl Eugen Offermann   |                          |
| Referent                                 | Ministerialrat Kurt Wachsmann         |                          |
| Referent                                 | Oberregierungsrat Walter Grävell      |                          |
| Referent                                 | Regierungsrat Richard Wienstein       |                          |
| Referent                                 | Regierungsrat Edwin Pukaß             |                          |
| Referent                                 | Regierungsrat Curt Walter             |                          |
| Referent                                 | Regierungsrat Otto Westphal           |                          |
| Referent                                 | Rittmeister Erwin Planck              |                          |
| Persönlicher Referent des Reichskanzlers | Oberregierungsrat Max von Stockhausen |                          |
| Bürodirektor                             | Hofrat Rudolf Ostertag                |                          |
| Pressechef der Reichsregierung           | Ministerialdirektor Otto Kiep         |                          |